# Verwandte Schutzrechte
Als verwandte Schutzrechte (auch: Nachbarrechte oder Leistungsschutzrechte) bezeichnet man in den Rechtswissenschaften und dort speziell im Immaterialgüterrecht gewisse Rechte, die eine enge Beziehung oder Ähnlichkeit zu den Urheberrechten aufweisen. Die genaue Definition variiert je nach betrachteter Rechtsordnung; im deutschen Urheberrecht fungiert der Terminus etwa als Oberbegriff für eine Reihe einzelner Rechte, die anders als das Schutzrecht für Werke nach § 2 Abs. 2 UrhG nicht an die Erfüllung einer persönlichen geistigen Schöpfung geknüpft sind, sondern die stattdessen – in den Worten der amtlichen Begründung zum Entwurf des Urheberrechtsgesetzes – auf „Leistungen anderer Art“ zielen, welche „der schöpferischen Leistung des Urhebers ähnlich sind oder in Zusammenhang mit den Werken der Urheber erbracht werden“.

## Deutschland

### Übersicht
Im deutschen Urheberrechtsgesetz (Gesetz über Urheberrecht und verwandte Schutzrechte) finden sich die Regelungen über die verwandten Schutzrechte überwiegend in einem eigens dafür vorgesehenen Teil „Verwandte Schutzrechte“, der die §§ 70 bis 87h UrhG umfasst. Einzig der Schutz des Filmherstellers sowie der Laufbildschutz sind als filmspezifische Normen in Abweichung hiervon in § 94 bzw. § 95 UrhG geregelt. Im Einzelnen kennt das deutsche Urheberrechtsgesetz die folgenden verwandten Schutzrechte (Stand: 2018):
| Rechtsnorm      | Bezeichnung                                         | Inhaber des Schutzrechts | Schutzdauer (Jahre) | Anknüpfungszeitpunkt |
| --------------- | --------------------------------------------------- | --- | ------------------- | --- |
| § 70 UrhG       | Schutz wissenschaftlicher Ausgaben                  | Verfasser von Ausgaben urheberrechtlich nicht geschützter Werke oder Texte | 25                  | Erscheinen der Ausgabe [falls nicht binnen 25 Jahren erschienen: ab Herstellung] (§ 70 Abs. 3 UrhG) |
| § 71 UrhG       | Schutz nachgelassener Werke, auch „editio princeps“ | Derjenige, der ein nicht erschienenes Werk nach Erlöschen des Urheberrechts erlaubterweise erstmals erscheinen lässt oder erstmals öffentlich wiedergibt                           | 25                  | Erscheinen des Werkes [falls erste öffentliche Wiedergabe binnen 25 Jahren: ab dieser] (§ 71 Abs. 3 UrhG) |
| § 72 UrhG       | Schutz der Lichtbilder                              | Derjenige, der Lichtbilder und Erzeugnisse, die ähnlich wie Lichtbilder hergestellt werden, schafft                                                                                | 50                  | Erscheinen des Lichtbilds [falls erste erlaubte öffentliche Wiedergabe binnen 50 Jahren: ab dieser; falls binnen 50 Jahren weder erschienen noch erlaubterweise öffentlich wiedergegeben: ab Herstellung] (§ 72 Abs. 3 UrhG) |
| §§ 73 ff. UrhG  | Schutz des ausübenden Künstlers                     | Derjenige, der ein Werk oder eine Ausdrucksform der Volkskunst aufführt, singt, spielt oder auf eine andere Weise darbietet oder an einer solchen Darbietung künstlerisch mitwirkt | 70 (50)             | (Vermögensrechte aus §§ 77, 78:) Erscheinen des Tonträgers, auf dem die Darbietung aufgezeichnet wurde [falls erste erlaubte Benutzung zur öffentlichen Wiedergabe binnen 70 Jahren: ab dieser; falls nicht aufgezeichnet: ab Erscheinen der Aufzeichnung (50 Jahre) bzw. wenn erste erlaubte Benutzung zur öffentlichen Wiedergabe binnen 50 Jahren: ab dieser (50 Jahre)] (§ 82 Abs. 2 UrhG) |
| § 81 UrhG       | Schutz des Veranstalters                            | Inhaber eines Unternehmens, das die Darbietung des ausübenden Künstlers veranstaltet                                                                                               | 25                  | Erscheinen einer Aufzeichnung der Darbietung eines ausübenden Künstlers [falls erste erlaubte Benutzung zur öffentlichen Wiedergabe binnen 50 Jahren: ab dieser; falls binnen 50 Jahren weder erschienen noch erlaubterweise zur öffentlichen Wiedergabe benutzt: ab Darbietung] (§ 82 Abs. 2 UrhG)                                                                                            |
| § 85 UrhG       | Schutz des Tonträgerherstellers                     | Hersteller eines Tonträgers | 70 (50)             | Erscheinen des Tonträgers [falls nicht binnen 50 Jahren erscheinen, aber erste erlaubte öffentliche Wiedergabe binnen 50 Jahren: ab dieser; falls binnen 50 Jahren weder erscheinen noch erlaubterweise öffentlich wiedergegeben: ab Herstellung (50 Jahre)] (§ 85 Abs. 3 UrhG) |
| § 87 UrhG       | Schutz des Sendeunternehmens                        | Sendeunternehmen | 50                  | Erste Funksendung (§ 87 Abs. 3 UrhG) |
| §§ 87a ff. UrhG | Schutz des Datenbankherstellers                     | Derjenige, der eine wesentliche Investition zur Schaffung einer Datenbank vorgenommen hat                                                                                          | 15                  | Veröffentlichung der Datenbank [falls nicht binnen 15 Jahren veröffentlicht: ab Herstellung] (§ 87d UrhG) |
| § 87f ff. UrhG  | Schutz des Presseverlegers                          | Hersteller eines Presseerzeugnisses | 1                   | Veröffentlichung des Presseerzeugnisses (§ 87g Abs. 2 UrhG) |
| § 94 UrhG       | Schutz des Filmherstellers                          | Derjenige, der die wirtschaftliche Verantwortung und die organisatorischen Tätigkeit übernimmt, die erforderlich sind, um einen Film herzustellen                                  | 50                  | Erscheinen des Bild- oder Bild- und Tonträgers [falls erste erlaubte Benutzung zur öffentlichen Wiedergabe binnen 50 Jahren: ab dieser; falls binnen 50 Jahren weder erschienen noch erlaubterweise zur öffentlichen Wiedergabe benutzt: ab Herstellung] (§ 94 Abs. 3 UrhG) |
| § 95 UrhG       | Schutz der Laufbilder                               | Hersteller von Bildfolgen und Bild- und Tonfolgen, die nicht als Filmwerke geschützt sind                                                                                          | 50                  | Erscheinen des Bild- oder Bild- und Tonträgers [falls erste erlaubte Benutzung zur öffentlichen Wiedergabe binnen 50 Jahren: ab dieser; falls binnen 50 Jahren weder erschienen noch erlaubterweise zur öffentlichen Wiedergabe benutzt: ab Herstellung] (§ 94 Abs. 3 UrhG) |

Die §§ 70 bis 87 UrhG und §§ 94, 95 UrhG waren bereits in der Urfassung des Urheberrechtsgesetzes vom 9. September 1965 enthalten. Der Schutz des Datenbankherstellers (§§ 87a ff. UrhG) wiederum geht auf Art. 7 der Richtlinie 96/9/EG des Europäischen Parlaments und des Rates vom 11. März 1996 über den rechtlichen Schutz von Datenbanken zurück und fand zum 1. Januar 1998 Eingang in das Urheberrechtsgesetz. Das Leistungsschutzrecht für Presseverleger (§ 87f UrhG) trat als jüngstes verwandtes Schutzrecht am 1. August 2013 in Kraft.
Einzelne verwandte Schutzrechte waren jedoch durchaus auch schon vor Inkrafttreten des Urheberrechtsgesetzes (in anderer Form) rechtlich verankert, so etwa das ab 1910 in § 2 Abs. 2 LUG (Gesetz betreffend das Urheberrecht an Werken der Literatur und der Tonkunst) als fiktives Bearbeiterurheberrecht vorgesehene Schutzrecht für ausübende Künstler, deren „Vortrag“ auf „Vorrichtungen für Instrumente übertragen“ wird, welche der mechanischen Wiedergabe für das Gehör dienen. Ein Lichtbildschutz war de facto bereits dem Gesetz betreffend den Schutz von Photographien gegen unbefugte Nachbildungen vom 10. Januar 1876 zu entnehmen, das Fotografen ungeachtet des schöpferischen Gehalts ihrer Werke einen fünfjährigen Schutz für diese zubilligte.

### Zweck, Schutzanforderungen und Verhältnis zum Urheberrecht
Wenngleich sich die Intentionen der verwandten Schutzrechte untereinander unterscheiden, lassen sich übergeordnete Schutzzweckgruppen bilden. Dreier regt auf Grundlage der bestehenden Normen etwa eine Zweigliederung der Schutzintention an: Entweder gehe es dem Gesetzgeber um den Schutz „bestimmter persönlicher Leistungen“ (wie im Fall des Schutzes des ausübenden Künstlers) oder es werde, wie überwiegend der Fall, ein Schutz der „wirtschaftliche[n], organisatorische[n] und technische[n] Leistung“ (wie beim Schutz des Tonträgerherstellers) beabsichtigt. Zweck des ersten Teils des Urheberrechtsgesetzes (dem Urheberrecht im engen Sinne) ist demgegenüber der Schutz des Urhebers. Was urheberrechtlichem Schutz zugänglich ist, beurteilt sich wiederum nach dem Vorliegen oder Nichtvorliegen der Werkeigenschaft nach § 2 Abs. 2 UrhG. Nur das, was eine persönliche Schöpfung des Urhebers ist, kann urheberrechtlichen Schutz auslösen; noch dazu muss dieser Schöpfung ein geistiger Gehalt innewohnen, ferner muss sie eine wahrnehmbare Formgestaltung aufweisen sowie schließlich auch die Individualität des Urhebers zum Ausdruck bringen.
Obwohl es den verwandten Schutzrechten an einer zentralen Schutznorm wie § 2 UrhG fehlt, lässt sich der Unterschied zu den Anforderungen des Werkschutzes allgemein umreißen. Dies erfolgt zunächst auf der Ebene, die den Schutz auslöst: Im Urheberrecht ist dies das Werk, mithin also das Ergebnis eines eigenschöpferischen Prozesses, nicht die Methode des Schaffens oder die Technik der Darstellung. Die verwandten Schutzrechte knüpfen entsprechend ihrer Zweckbestimmung hingegen an den Prozess der Leistungserbringung an. So richtet sich beispielsweise der Schutz des Presseverlegers aus § 87f UrhG nicht auf die Form des Resultats, vielmehr soll der für die Leistungserbringung erforderliche Aufwand mit einem Schutzrecht honoriert werden. Die schöpferische Qualität des Resultats sowie seine Individualität sind in diesem Zusammenhang unbeachtlich.
Der Unterschied zwischen Urheberrecht und Leistungsschutzrecht setzt sich auch auf der Ebene des Schutzadressaten fort. Die Ausrichtung an der Person des Urhebers oktroyiert, dass das Urheberrecht stets nur einer natürlichen Person zukommen kann. Entsprechend ihrer Ausrichtung an der Leistung richten sich verwandte Schutzrechte in Abgrenzung hierzu regelmäßig auch an juristische Personen, da ein wirtschaftlicher Beitrag zur Leistungserstellung regelmäßig durch Unternehmen geleistet wird. Besonders deutlich wird dies schon nach dem Gesetzeswortlaut beim Schutz des Veranstalters (§ 81 UrhG) oder des Sendeunternehmens (§ 87 UrhG), die sich (auch) an Unternehmen richten.
Die verwandten Schutzrechte stellen ihrem Wesen nach keine „kleinen Urheberrechte“ dar als Auffangbecken für Erzeugnisse, die die Anforderungen des Werkschutzes nicht erfüllen. Dies schließt nicht aus, dass das Ergebnis im Einzelfall damit zusammenfallen kann. Speziell kann auf den Lichtbildschutz des § 72 UrhG verwiesen werden, der abgesehen von der leicht kürzeren Schutzdauer und dem abweichenden Anknüpfungszeitpunkt für Fotografien und ähnliche Erzeugnisse einen nahezu identischen Schutzinhalt gewährt wie der Schutz der Fotografie als Werk der bildenden Künste nach § 2 Abs. 2 UrhG. Ob einfacher Lichtbildschutz und Werkschutz gleichzeitig bestehen können (weil jede urheberrechtlich geschützte Fotografie auch die schwächeren Anforderungen des Lichtbildschutzes erfüllt), wird in der Literatur ganz überwiegend verneint und kann in der Praxis fast immer dahinstehen.
Die große Zahl von Leistungsschutzrechten im deutschen Recht wird teilweise kritisiert.

### Schutzinhalt und Schutzdauern
Der Schutzinhalt der einzelnen Leistungsschutzrechte unterscheidet sich teilweise erheblich. Der Schutz der Lichtbilder nach § 72 UrhG wurde bereits im voranstehenden Absatz als Beispiel für ein Schutzrecht genannt, dessen Schutzinhalt kaum hinter dem des Werkschutzes zurückbleibt, wie schon der Wortlaut der Vorschrift („[…] werden in entsprechender Anwendung der für Lichtbildwerke geltenden Vorschriften des Teils 1 geschützt“, § 72 Abs. 1) nahelegt. So genießt auch der Lichtbildner ein Recht auf Anerkennung seiner Urheberschaft sowie andere Urheberpersönlichkeitsrechte. Zu Einschränkungen kommt es mangels Individualität und einem sich daraus ergebenden Mindermaß an einer „geistigen und persönlichen Beziehung[] zum Werk“ (§ 11 UrhG) mitunter im Bereich des Entstellverbotes (§ 14 UrhG), das dem Lichtbildner nur teilweise und mitunter in beschränktem Maße zusteht. Ähnlich umfassend wie beim Werkschutz sind auch wissenschaftliche Ausgaben (§ 70 UrhG) geschützt. Anders verhält es sich beim Schutzumfang nachgelassener Werke (§ 71 Abs. 1 UrhG) und deren Inhaber, der alle Vermögensrechte, jedoch keine Urheberpersönlichkeitsrechte für sich in Anspruch nehmen kann. §§ 85, 86 UrhG nennen für den Tonträgerhersteller einen abschließenden Rechtekatalog, der urheberpersönlichkeitsrechtliche Ansprüche ausklammert und auch Vermögensrechte beschränkt. Ähnlich liegt es beim Schutz des Sendeunternehmens.
Die Schutzdauern der verwandten Schutzrechte betragen in der Regel weniger als 70 Jahre (siehe im Einzelnen die obige Tabelle), wurden im Entwicklungsverlauf des Urheberrechtsgesetzes jedoch tendenziell immer weiter erhöht. Im Einzelnen wurde
- der Schutz wissenschaftlicher Ausgaben 1990 von 10 auf 25 Jahre verlängert;
- der Schutz nachgelassener Werke mit der Urheberrechtsreform von 1990 von 10 auf 25 Jahre verlängert;
- der Schutz der Lichtbilder 1985 von bis 25 Jahren für so genannte „Dokumente der Zeitgeschichte“ auf 50 Jahre verlängert, ehe 1995 der Schutz aller Lichtbilder einheitlich auf 50 Jahre festgesetzt wurde; an „Vervielfältigungen gemeinfreier Werke“ bestehen keine Leistungsschutzrechte;[28]
- der vermögensrechtliche Teil des Schutzes des ausübenden Künstlers (§§ 77, 78 UrhG) mit der Einführung des Urheberrechtsgesetzes 1965 faktisch auf 25 Jahre nach Erscheinen bzw. Herstellung verringert, mit Wirkung zum 1. Juli 1990 auf 50 Jahre angehoben und durch die Umsetzung der Richtlinie 2011/77/EU im Jahr 2013 auf 70 Jahre erhöht;
- der Schutz des Tonträgerherstellers (§ 85 UrhG) 1995 von 25 auf 50 Jahre verlängert, um durch die Umsetzung der Richtlinie 2011/77/EU eine weitere Verlängerung auf 70 Jahre zu erfahren;
- der Schutz des Sendeunternehmens (§ 87 UrhG) 1995 von 25 auf 50 Jahre verlängert;
- der Schutz des Filmherstellers (§ 94 UrhG) und damit auch der Schutz der Laufbilder (§ 95 UrhG) im Jahr 1995 von 25 auf 50 Jahre erhöht.

## Schweiz
In der Schweiz sind die verwandten Schutzrechte ebenfalls zusammen mit den Urheberrechten im engeren Sinn im Bundesgesetz über das Urheberrecht und verwandte Schutzrechte (URG) geregelt. Im Einzelnen kennt das Schweizer Urheberrechtsgesetz die folgenden verwandten Schutzrechte (Stand: 2018):
| Stelle          | Bezeichnung                                       | Inhaber des Schutzrechts | Schutzdauer (Jahre)               | Anknüpfungszeitpunkt                                                                                        |
| --------------- | ------------------------------------------------- | --- | --------------------------------- | --- |
| Art. 33 ff. URG | Schutz der ausübenden Künstler                    | Derjenige, der ein Werk oder eine Ausdrucksform der Volkskunst darbietet oder an einer solchen Darbietung künstlerisch mitwirkt                   | 70 [nach Erbringung der Leistung] | Darbietung des Werks oder der Ausdrucksform der Volkskunst                                                  |
| Art. 36 URG     | Schutz der Hersteller von Ton- und Tonbildträgern | Hersteller von Ton- und Tonbildträgern | 70 [nach Erbringung der Leistung] | Veröffentlichung des Ton- oder Tonbildträgers [falls innert 70 Jahren nicht veröffentlicht: ab Herstellung] |
| Art. 37 f. URG  | Schutz der Sendeunternehmen                       | Derjenige, der die technische, organisatorische oder wirtschaftliche Unternehmensleistung erbringt, die den tatsächlichen Sendevorgang ermöglicht | 70 [nach Erbringung der Leistung] | Ausstrahlung der Sendung                                                                                    |

Art. 38 URG verweist für die Leistungsschutzrechte hinsichtlich des Rechtsübergangs, der Zwangsvollstreckung und den Schranken des Schutzes auf die entsprechenden Regelungen zum Urheberrecht. Das Verhältnis zwischen Nachbarrechten und Urheberrecht ist im URG dennoch nicht klar geregelt.

## Österreich
In Österreich sind die verwandten Schutzrechte im Bundesgesetz über das Urheberrecht an Werken der Literatur und der Kunst und über verwandte Schutzrechte geregelt.
| Rechtsnorm      | Bezeichnung                      | Inhaber des Schutzrechts | Schutzdauer (Jahre) | Anknüpfungszeitpunkt |
| --------------- | -------------------------------- | --- | ------------------- | --- |
| §§ 66 ff. UrhG  | Schutz des ausübenden Künstlers  | Derjenige, der ein Werk vorträgt, aufführt, auf eine andere Weise darbietet oder an einer solchen Darbietung künstlerisch mitwirkt                                                              | 50/70               | (Verwertungsrechte aus § 68:) Erscheinen bzw. erstmalige öffentliche Wiedergabe einer Aufzeichnung der Darbietung, je nachdem, welches Ereignis früher eintritt (50 Jahre) [falls binnen 50 Jahren ab Darbietung auf Schallträger erschienen und/oder öffentlich wiedergegeben: ab Erscheinen bzw. erster öffentlicher Wiedergabe des Schallträgers, je nachdem, welches Ereignis früher eintritt (70 Jahre); falls Darbietung unveröffentlicht oder Aufzeichnung binnen 50 Jahren weder erschienen noch erlaubterweise öffentlichen wiedergegeben: ab Darbietung (50 Jahre)] (§ 68 Abs. 3 UrhG) |
| § 72 UrhG       | Schutz des Veranstalters         | Derjenige, auf dessen Anordnung und Rechnung eine Darbietung erfolgt | 50                  | Darbietung [falls binnen 50 Jahren ab Darbietung eine Aufzeichnung der Darbietung veröffentlicht wird: ab Veröffentlichung der Aufzeichnung (50 Jahre)] (§ 72 Abs. 4 UrhG) |
| §§ 73 ff. UrhG  | Schutz von Lichtbildern          | Derjenige, der ein Lichtbild aufnimmt (Hersteller) | 50                  | Aufnahme [falls binnen 50 Jahren ab Aufnahme veröffentlicht: ab Veröffentlichung der Aufnahme] (§ 74 Abs. 6 UrhG) |
| § 76 UrhG       | Schutz von Schallträgern         | Derjenige, der akustische Vorgänge zu ihrer wiederholbaren Wiedergabe auf einem Schallträger festhält (Hersteller) [bei gewerbsmäßig hergestellten Schallträgern: der Inhaber des Unternehmens] | 70 (50)             | Erscheinen des Schallträgers [falls binnen 50 Jahren ab Aufnahme nicht erschienen, aber rechtmäßig zur öffentlichen Wiedergabe benutzt: ab erstmaliger rechtmäßiger Benutzung zur öffentlichen Wiedergabe (70 Jahre); falls binnen 50 Jahren ab Aufnahme weder erschienen noch rechtmäßig zur öffentlichen Wiedergabe benutzt: ab Aufnahme (50 Jahre)] (§ 76 Abs. 5 UrhG) |
| § 76a UrhG      | Schutz von Rundfunksendungen     | Derjenige, der Töne oder Bilder durch Rundfunk oder auf eine ähnliche Art sendet | 50                  | Sendung (§ 76a Abs. 4 UrhG) |
| § 76b UrhG      | Schutz von nachgelassenen Werken | Derjenige, der ein nichtveröffentlichtes Werk, für das die Schutzfrist abgelaufen ist, erlaubterweise veröffentlicht                                                                            | 25                  | Veröffentlichung (§ 76b Satz 2 UrhG) |
| §§ 76c ff. UrhG | Schutz des Datenbankherstellers  | Derjenige, der die Investition für die Beschaffung, Überprüfung oder Darstellung des Datenbankinhalts vorgenommen hat (Hersteller)                                                              | 15                  | Herstellung der Datenbank [falls binnen 15 Jahren veröffentlicht: ab Veröffentlichung] (§ 76d Abs. 4 UrhG) |

## Regelungen in anderen Staaten
Zur Europäischen Union siehe auch: Urheberrecht (Europäische Union)